# قناة كانسو
قناة كانسو هي قناة قصيرة تقع في نوفا سكوشا، كندا.

## موقع القناة
تقع قناة كانسو في مضيق كانسو ، على الجانب الشرقي من جسر كانسو ، وهو جسر مليء بالصخور تم افتتاحه في عام 1955 ليحمل طريقًا سريعًا مكونًا من حارتين ومسارًا واحدًا نقل بالسكك الحديدية من جزيرة كيب بريتون إلى البر الرئيسي لنوفا سكوتيا.
يحجب الجسر تمامًا مضيق كانسو، الذي يربط مياه خليج سانت جورج في مضيق نورثمبرلاند ، وهو حوض فرعي لخليج سانت لورنس ، مع خليج تشيدابوكتو على المحيط الأطلسي .
القناة، التي تم بناؤها بين عامي 1953 و1955، يبلغ عرضها 24 متر (79 قدم) وعرضها 570 م (1,870 قدم) بطول لا يقل عن 9.8 م . يحتوي على هويس و هوالحد الأقضى للطريق البحري واحد لمراعاة اختلافات المد والجزر. أي سفينة قادرة على عبور طريق سانت لورانس البحري سوف تتناسب مع قناة كانسو.
يبلغ طول جسر قناة كانسو 94 متر الجسر المتأرجح الذي يحمل الطريق السريع عبر كندا وخط السكة الحديد عبر القناة مباشرة جنوب الطرف الجنوبي من الهويس.